# St. Michael (Passau)

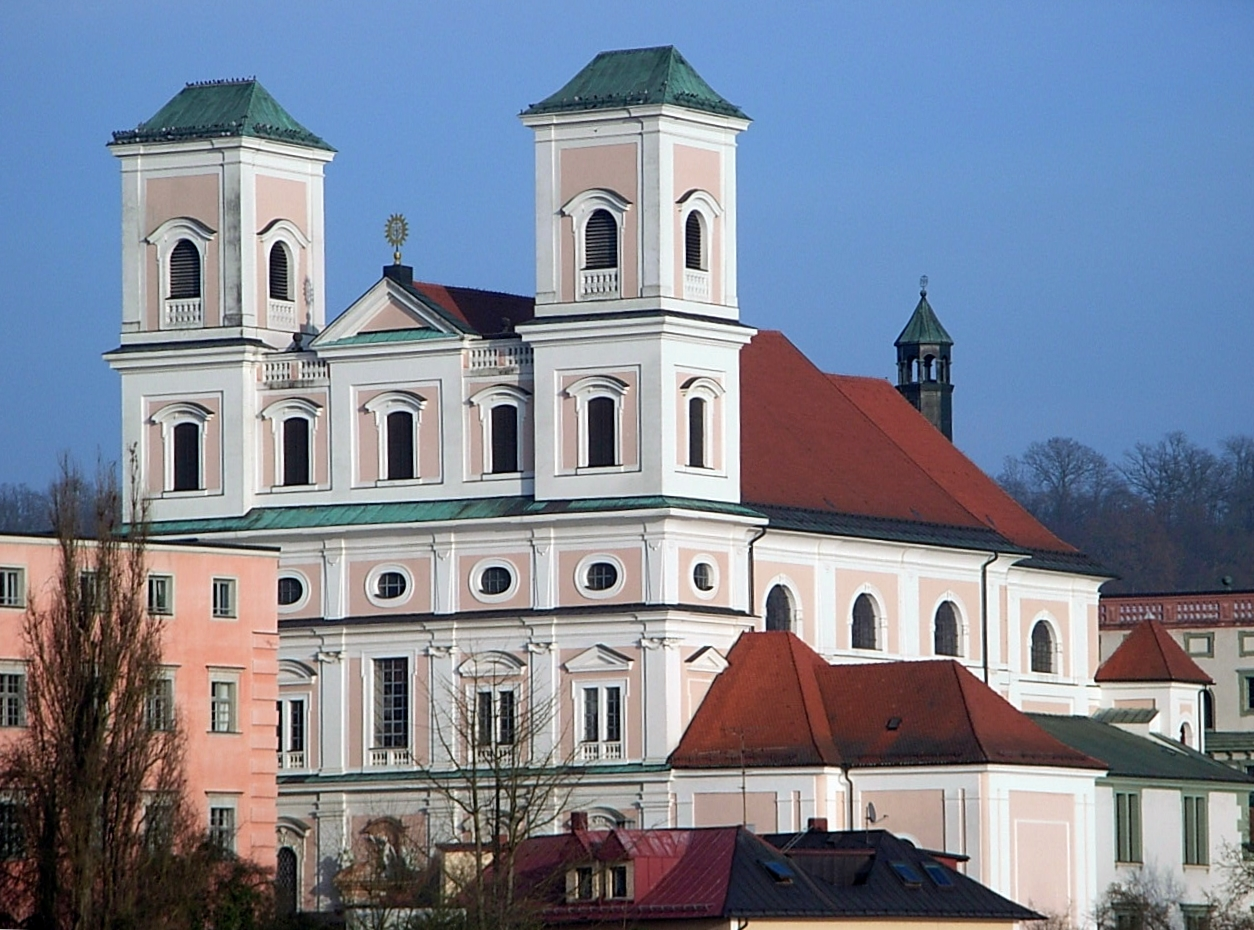
Die ehemalige Jesuitenkirche St. Michael in Passau

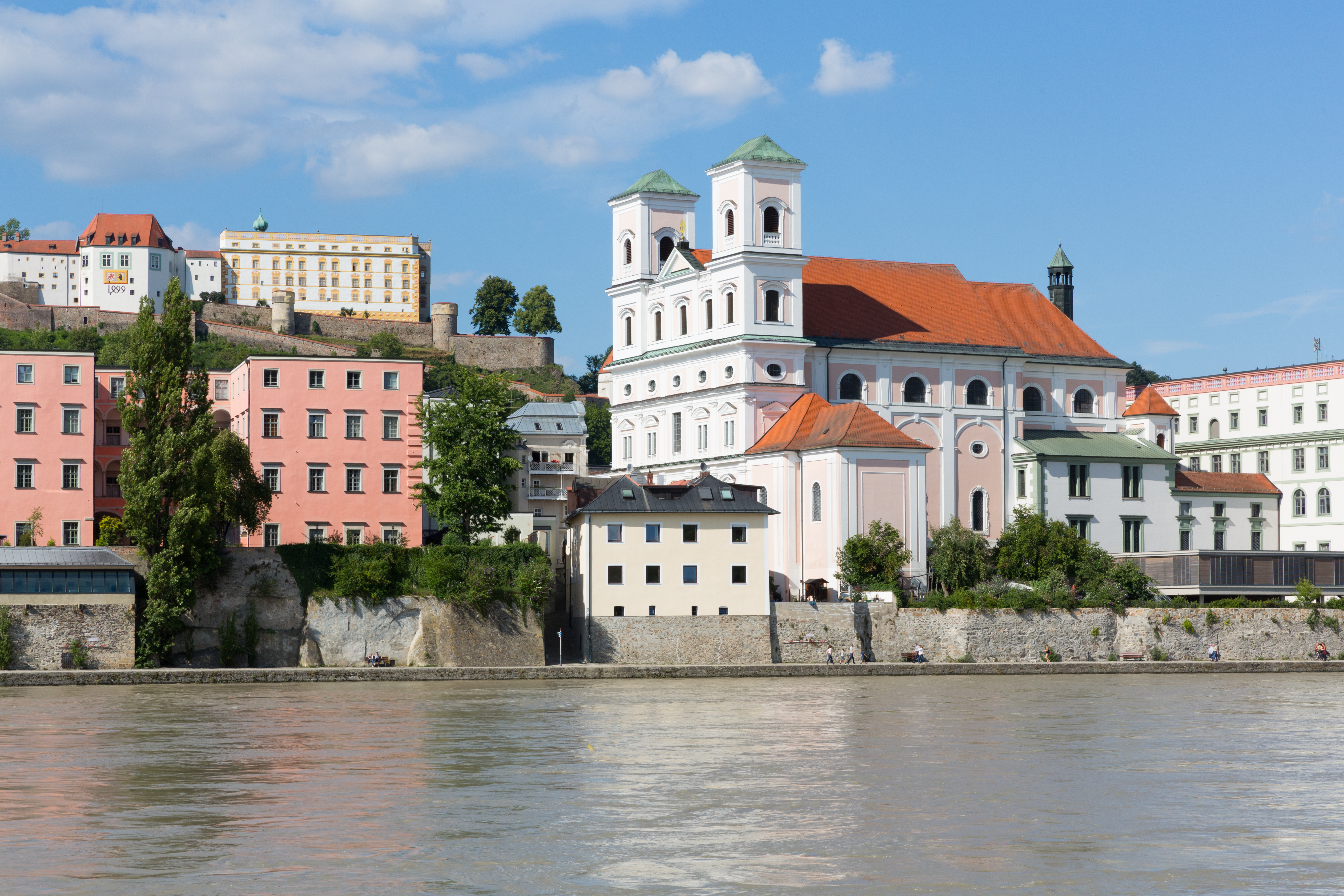
St. Michael mit der Veste Oberhaus im Hintergrund

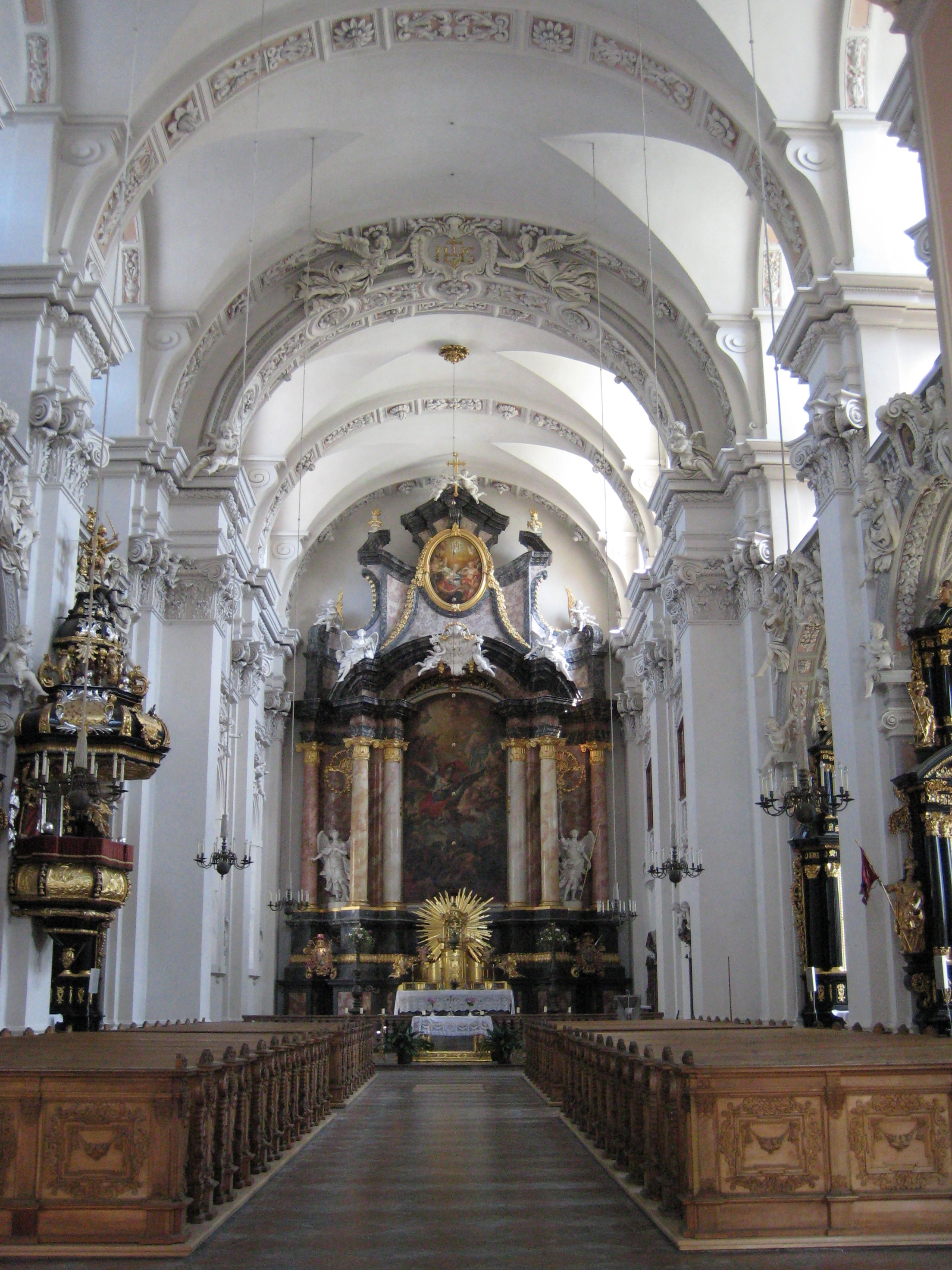
Innenraum von St. Michael

Die Kirche St. Michael, auch Studienkirche oder Jesuitenkirche genannt, war die Kirche des ehemaligen Jesuitenkollegs in Passau. Heute ist sie als Studienkirche des Gymnasiums Leopoldinum eine Nebenkirche der Dompfarrei.

## Geschichte
Die zweitürmige, klar gegliederte Kirchenanlage wurde 1677 errichtet, nachdem der Vorgängerbau ein Opfer des Stadtbrands von 1662 geworden war. Baumeister ist Pietro Francesco Carlone. An die Westfassade schließt die Xaverikapelle an, die dem hl. Francisco de Xavier geweiht ist.
Der Vorgängerbau der heutigen Kirche befand sich weiter nördlich in der Michaeligasse und war ursprünglich von einem Friedhof umgeben.
Der genaue Standort dieser Kirche kann heute nicht mehr rekonstruiert werden.
Diese Kirche wird 1301 erstmals urkundlich erwähnt.
Im Zuge der Gründung des Jesuitenkollegs wird diese Kirche dem Orden überlassen, wobei sich jedoch schon bald zeigte, dass sie dessen Anforderungen nicht gerecht war.
Ursprünglich war geplant, die neue Kirche als abschließenden Nordflügel des Jesuitenkollegs zu erbauen. An dieser Stelle steht heute das Gebäude der ehemaligen katholischen Philosophisch-Theologischen Hochschule (heute: Department für Katholische Theologie, die in die Philosophische Fakultät der Universität Passau integriert ist).
Die alte Kirche wurde nach dem Stadtbrand von 1662 noch vor Fertigstellung des Neubaus, der schließlich westlich des Kollegs erfolgte, abgebrochen.
Zwischen 1616 und 1677 nutzten die Jesuiten auch eine Notkirche im Keller des Kolleggebäudes, das heute als Lagerraum dient.

## Architektur
St. Michael ist eine tonnengewölbte Wandpfeilerhalle mit leicht eingezogenem, flach schließendem Chor. Das Langhaus besitzt vier Joche, der Chor zwei. Zwischen den Wandpfeilern liegen unten fensterlose Kapellen und oben Emporen. Sowohl Kapellen wie auch Emporen werden von Quertonnen überwölbt. Die Wandpfeilerstirne sind mit Doppelpilastern besetzt. An den Ostseiten der Kapellen sind Altäre aufgestellt. Die Emporen besitzen große, den ganz in Weiß gehaltenen Saalbau hell beleuchtende Fenster. Die Oberkante der Emporenbrüstung liegt auf Höhe der Pilasterkapitelle. Der Chor weist statt Abseiten Oratorien auf. Gewölbt werden Langhaus und Chor von einer gurtgegliederten Tonne mit halbkreisförmigem Querschnitt. Eine Eigenheit der ehemaligen Jesuitenkirche ist das Ansetzen der Gewölbe auf volutenförmigen Konsolen und nicht wie üblich auf der obersten Gebälklage der Wandpfeiler. Den Innenraum von St. Michael zu Passau zeichnen seine sichere Proportionierung sowie seine „massive Mauerschwere“ aus.

## Ausstattung

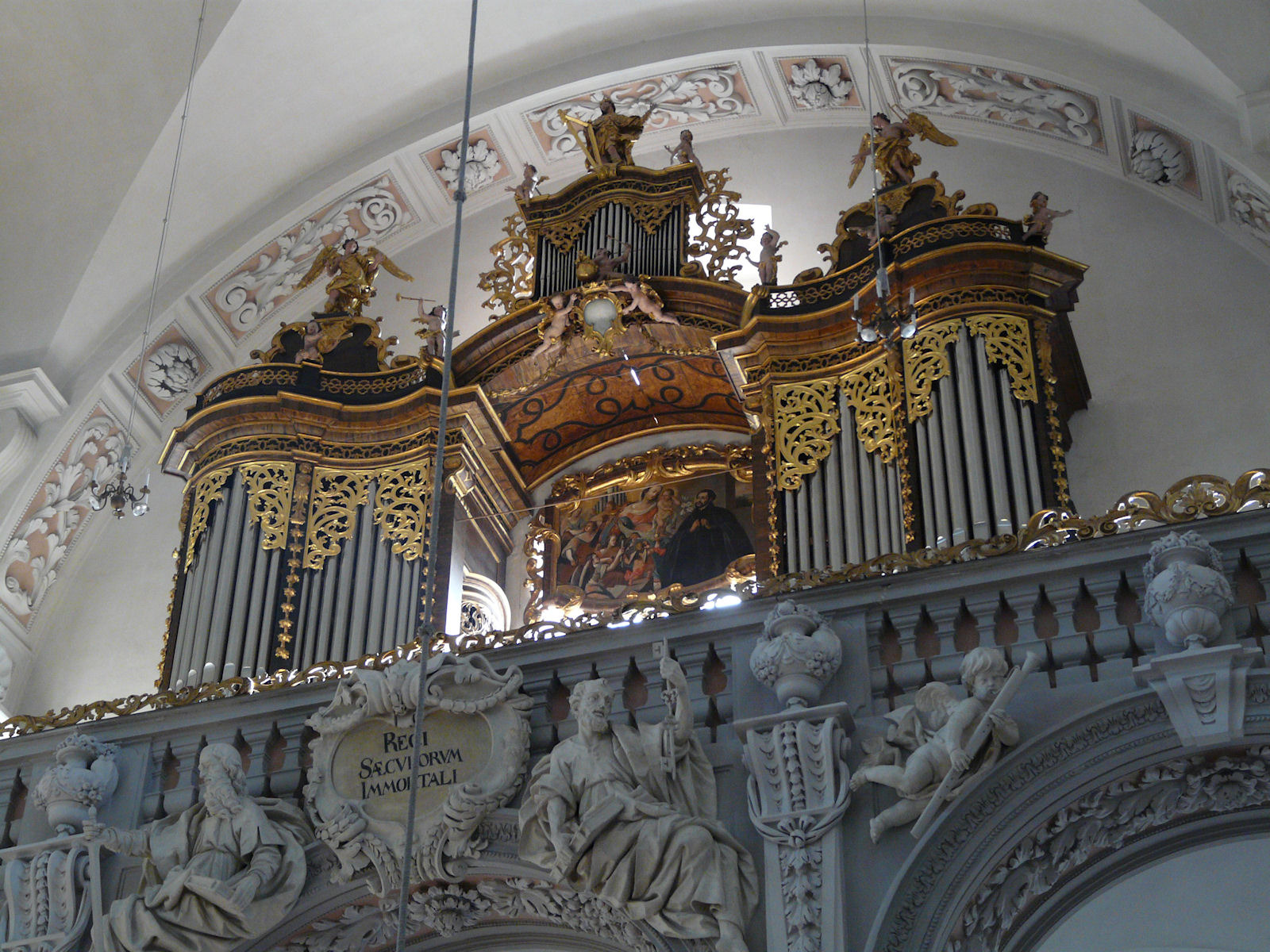
Orgel

Der Hochaltar wurde 1712 von Jakob Pawanger nach einem Entwurf des Jesuiten Christoph Tausch errichtet. Die mittleren vier der sechs Säulen werden von einem gesprengten, konvex vorspringenden Segmentgiebel zusammengefasst. Die Engelsfiguren zwischen den Säulen sowie auf den Giebelschrägen schuf Diego Carlone, die Stuckarbeiten u. a. Ignaz Albrecht Provisore. Das Altarblatt, welches den Engelssturz darstellt, malte 1714 Carlo Innocenzo Carlone. Der von Voluten gerahmte Hochaltarauszug erhebt sich hinter dem Segmentgiebel, das Ovalbild zeigt die Verherrlichung des Nomen sacrum IHS.
Die sechs Seitenaltäre stammen aus dem Jahr 1678, die Kanzel aus der Zeit von 1715 bis 1720.
Besonders hervor treten die üppigen Stuckaturen von Giovanni Battista Carlone aus den Jahren 1675 bis 1677.
Die Orgel wurde 1973 von Ludwig Eisenbarth Orgelbau erbaut. Das Schleifladen-Instrument hat 25 Register auf zwei Manualwerken und Pedal. Die Spiel- und Registertrakturen sind mechanisch.
| I Hauptwerk C–g3 |         |
| Bourdon          | 16'     |
| Principal        | 08'     |
| Koppel           | 08'     |
| Viola di Gamba 0 | 08'     |
| Octave           | 04'     |
| Hohlflöte        | 04'     |
| Quinte           | 02 ⁄3'  |
| Octave           | 02'     |
| Terz             | 01 3⁄5' |
| Mixtur V         | 01 ⁄3'  |
| Trompete         | 08'     |

| II Oberwerk C–g3   |        |
| Lieblich Gedackt   | 08'    |
| Principal          | 04'    |
| Flauto             | 04'    |
| Waldflöte          | 02'    |
| Quinte             | 01 ⁄3' |
| Mixtur III         | 01'    |
| Schalmey-Krummhorn | 08'    |
| Tremolo            |        |

| Pedalwerk C–f1 |        |
| Principal      | 16'    |
| Subbass        | 16'    |
| Octave         | 08'    |
| Gedackt        | 08'    |
| Praestant      | 04'    |
| Kornett IV 0   | 02 ⁄3' |
| Posaune        | 16'    |